# Hylopezus perspicillatus
Pita-formigueira-estriada ou torom-de-óculos (Hylopezus perspicillatus) é uma espécie de ave da família Formicariidae.
Pode ser encontrada nos seguintes países: Colômbia, Costa Rica, Equador, Honduras, Nicarágua e Panamá.
Os seus habitats naturais são: florestas subtropicais ou tropicais húmidas de baixa altitude.